# Пфлегер-Моравский, Густав
Густав Пфле́гер-Мора́вский (чеш. Gustav Pfleger-Moravsky; 27 июля 1833 — 20 сентября 1875, Прага) — чешский поэт, драматург, переводчик и писатель.

## Биография
Густав родился в деревне Карасин. По профессии — банковский служащий. Дебютировал рядом стихотворений, написанных под влиянием романтической поэзии, в частности Байрона и Лермонтова. Его стихи не пользовались успехом. Известность он приобрёл как романист. Из его романов заслуживают внимания «Z malého světa» (Из мира мелких людей, 1863) и «Pani fabrikantová» (Жена фабриканта, 1867). В этих романах впервые в чешской литературе получили отображение жизнь и борьба чешского промышленного пролетариата. Особенно примечателен в этом отношении первый из них, в котором Пфлегер описывает забастовку и отчаянную борьбу чешских ткачей в 1848 году. Но как в этом романе, где борьба ткачей является основной темой, так и в «Жене фабриканта» рабочий быт и социальная борьба оказываются лишь рамкой для любовной интриги, на которой сосредоточено всё внимание автора. Первые классовые бои чешского пролетариата писатель трактует с точки зрения мелкобуржуазного национализма, подменяя изображение классового гнёта изображением гнёта национального.
Романы Пфлегера не выделяются по своему художественному уровню. Реализм их поверхностен, сочетается с тяготением к романтически-условным ситуациям, ограничен рамками мелкобуржуазно-либерального мировоззрения. Интерес романов Пфлегера — в описании быта и борьбы первых чешских рабочих.
Похоронен в Праге на Малостранском кладбище.

### Поэзия
- Dumky (1857)
- Cypřiše (1862)
- Královna noci (1867)
- Boj života : Při krbu

### Романы
- Dvojí věno : obraz ze života (1857)
- Pan Vyšínský (1859)
- Dva umělci (1858)
- Ztracený život (1862)
- Z malého světa (1864)
- Paní fabrikantová (1867)

### Драма
- Poslední Rožmberk (1861)
- Boleslav Ryšavý (1861)
- Záboj (1861)
- Telegram (1866)
- Kapitola I. II. III. (1866)
- Ona mě miluje (1869)

### Другое
- U Plzně r.1618
- Alex
- La grandmere (1853)